# Harumachi Soleil
Harumachi Soleil (jap. 春待ちソレイユ Harumachi Soreiyu) – dziewiąty album studyjny japońskiej piosenkarki Yukari Tamury, wydany 21 grudnia 2011. Album osiągnął 9 pozycję w rankingu Oricon, sprzedał się w nakładzie 28 428 egzemplarzy.
Utwór Ai Mai Border został wykorzystany w zakończeniach programu Akko ni omakase! (jap. アッコにおまかせ!) stacji TBS, a także w rozpoczęciach programów radiowych Tamura Yukari no Itazura Kuro Usagi (jap. 田村ゆかりのいたずら黒うさぎ) oraz Kissa Kuro Usagi ~Himitsu no Kobeya~ (jap. 喫茶 黒うさぎ〜秘密の小部屋〜). Utwór Kakkū no hate no Innocent został użyty jako ending gry na PSP Magical Girl Lyrical Nanoha A’s PORTABLE -THE GEARS OF DESTINY-

## Lista utworów

### CD
| Nr  | Tytuł                                                                               | Słowa          | Kompozycja     | Aranżacja          | Czas |
| --- | ----------------------------------------------------------------------------------- | -------------- | -------------- | ------------------ | ---- |
| 1.  | „Ai Mai Border” (jap. アイ マイ ボーダー Ai Mai Bōdā)                               | Manami Fujino  | Masatomo Ōta   | Masatomo Ōta       | 4:05 |
| 2.  | „Nee koi shichatta kana” (jap. ねぇ恋しちゃったかな)                                | Gorō Matsui    | Kazuya Komatsu | Kazuya Komatsu     | 4:01 |
| 3.  | „MERRY MERRY MERRY MENU... Ne!” (jap. MERRY MERRY MERRY MENU…ね!)                   | Aki Hata       | Kazuya Komatsu | Kazuya Komatsu     | 3:26 |
| 4.  | „Maatarashī Calendar” (jap. 真新しいカレンダー Maatarashī Karendā)                  | Chokkyū Murano | Masatomo Ōta   | Masatomo Ōta       | 3:48 |
| 5.  | „Amaoto wa Monochrome” (jap. 雨音はモノクローム Amaoto wa Monokurōmu)               | Gorō Matsui    | Masatomo Ōta   | Ryōsuke Nakanishi  | 5:04 |
| 6.  | „Trauma no mimitabu” (jap. トラウマの耳たぶ Torauma no mimitabu)                    | Gorō Matsui    | Masatomo Ōta   | Masatomo Ōta       | 4:49 |
| 7.  | „Kakkū no hate no Innocent” (jap. 滑空の果てのイノセント Kakkū no hate no Inosento) | Gorō Matsui    | Masatomo Ōta   | Masatomo Ōta       | 4:50 |
| 8.  | „Endless Story”                                                                     | Gorō Matsui    | Masatomo Ōta   | Masatomo Ōta       | 3:46 |
| 9.  | „if”                                                                                | Chokkyū Murano | Masatomo Ōta   | Masatomo Ōta, EFFY | 5:32 |
| 10. | „Platinum Lover’s Day” (jap. プラチナLover’s Day Purachina Lover’s Day)             | Gorō Matsui    | Masatomo Ōta   | Masatomo Ōta       | 3:54 |
| 11. | „Sympathy of Love”                                                                  | Gorō Matsui    | Masatomo Ōta   | Masatomo Ōta       | 4:52 |
| 12. | „Honnori sakura iro” (jap. ほんのり桜色)                                            | Gorō Matsui    | Hayato Tanaka  | Hayato Tanaka      | 4:06 |
| 13. | „Cheer Girl in my heart” (jap. チアガール in my heart Chiagāru in my heart)         | Gorō Matsui    | Masatomo Ōta   | Masatomo Ōta       | 3:49 |
| 14. | „Suki… demo Revenge” (jap. 好き…でもリベンジ Suki… demo Ribenji)                    | Gorō Matsui    | Masatomo Ōta   | Masatomo Ōta       | 4:19 |

### DVD
| Nr | Tytuł                                                                                                 | Czas |
| -- | --- | ---- |
| 1. | „Ai Mai Border ～MUSIC VIDEO～” (jap. アイ マイ ボーダー ～MUSIC VIDEO～ Ai Mai Bōdā ～MUSIC VIDEO～) |      |
| 2. | „Endless Story ～MUSIC VIDEO～”                                                                       |      |
| 3. | „Platinum Lover’s Day ～MUSIC VIDEO～” (jap. プラチナLover’s Day ～MUSIC VIDEO～)                     |      |
| 4. | „MAKING”                                                                                              |      |